# Mipus gyratus
Mipus gyratus là một loài ốc biển từ trung bình tới lớn, là động vật thân mềm chân bụng sống ở biển thuộc họ Muricidae, họ ốc gai.